# Alejandra Lomelí
Alejandra Lomelí Franco (Tepatitlán, Jalisco; 30 de junio de 2004), conocida como "Tepa", es una futbolista mexicana que juega como delantera o extremo en Cruz Azul Femenil de la Liga MX Femenil.

## Carrera en clubes

### Atlas Femenil
Formada en CECAF URREA y en la Academia Archivos Atlas (AGA), Lomelí debutó profesionalmente con Atlas FC Femenil el 29 de agosto de 2020, con apenas 16 años. Durante cinco años acumuló más de 100 partidos y 10 goles en la Liga MX Femenil. En 2023 renovó contrato con Atlas hasta 2025.

### Cruz Azul Femenil
En junio de 2025 fue anunciada como refuerzo de Cruz Azul Femenil, con la misión de aportar velocidad y gol al equipo.

## Selección nacional

### Categorías juveniles
Desde 2023 ha sido convocada en la Selección Mexicana Sub-20. Participó en giras internacionales en Europa y Estados Unidos, y en partidos de preparación rumbo al Mundial Sub-20 de Colombia 2024.

### Mundial Femenil Sub-20
Durante el Mundial Sub-20, Lomelí anotó un gol de cabeza contra Australia, contribuyendo a la clasificación de México a los octavos de final.

### Sub-23
También ha sido llamada a la selección femenina Sub-23 en procesos recientes.

## Estadísticas
| Club              | Años      | Partidos | Goles |
| ----------------- | --------- | -------- | ----- |
| Atlas FC Femenil  | 2020–2025 | 105      | 10    |
| Cruz Azul Femenil | 2025–     | –        | –     |

## Vida personal
Su apodo "Tepa" hace referencia a su ciudad natal, Tepatitlán. Desde joven mostró gran pasión por el fútbol y logró debutar profesionalmente en el Estadio Jalisco, hogar del Atlas.

## Palmarés
- Campeona del Campeonato Femenino Sub-20 de Concacaf 2023 con la selección mexicana Sub-20.[7]